# Trachyuropoda cistulata
Trachyuropoda cistulata es una especie de arácnido del orden Mesostigmata de la familia Trachyuropodidae.

## Distribución geográfica
Se encuentra en Sri Lanka.